# 北尾重政

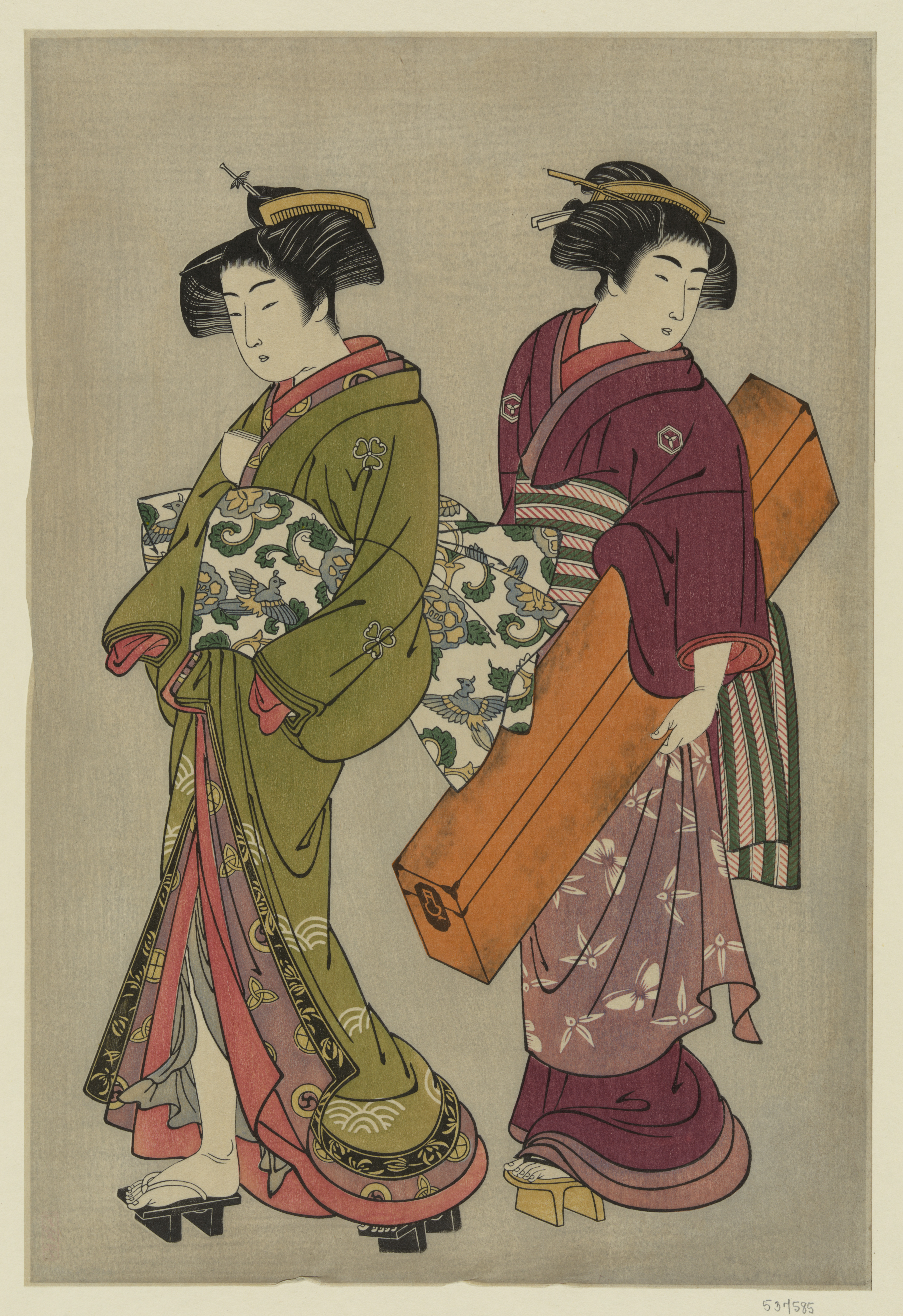
「芸者と箱屋」　1777年。アメリカ議会図書館蔵。

北尾 重政（きたお しげまさ、元文4年〈1739年〉 - 文政3年1月24日〈1820年3月8日〉）とは、江戸時代中期の浮世絵師。北尾派の祖。

## 来歴
本姓は北畠で、戦国大名北畠氏の末裔だという。幼名を太郎吉。俗称を久五郎、後に佐助といった。諱は兼儔、字は非羸。画姓を北尾と言い、重政（繁昌、恭雅とも）、碧水、紅翠軒、紅翠斎、一陽井、台嶺、北峰、北鄒田夫、時雨岡逸民、恒酔天、酔放逸人、了巍居士と号す。また俳名や画号として、花藍、華藍と称している。
江戸小伝馬町の書肆（しょし、本屋）須原屋三郎兵衛の長男として生まれる。父の三郎兵衛はもと須原屋茂兵衛という大店の版元に長年年季奉公した功により、のれん分けを許された。重政は本に囲まれて育ったわけで、長じて浮世絵師になったのは、本人の絵心以外にこうした環境が影響していると推測される。既に10歳半ばには、暦の版下などを書いたという。その頃出版されていた紅摺絵は甚だ稚拙で、これくらいなら自分も描けると思ったのが絵師になる切っ掛けだったという。絵は師匠につかず独学で学んだ。しかし北尾の画姓は上方の浮世絵師北尾辰宣に由来し、本姓の北畠に読みが近いことも影響していると考えられる。辰宣は「自分の思いのまま、ほしいままに描く」という意味の「擅画」という語を用いたが、重政もこうした作画姿勢に共感したと思われる。浮世絵師になってからは大伝馬町三丁目扇屋井筒屋裏に住んでいたが、後に金杉中村の百姓惣兵衛地内に永住した。
重政は谷素外に師事して俳諧を学んでおり、花藍の号を受けたといわれ、プロの文字書きで師承は不明であるが書道に通じ三体篆書隷書をよくし、暦本の版下、祭礼や年中行事の際に掲げられる幟の文字などに有名書家たちに混じり揮毫、重政の書も大書されていたという。このような才能によって浮世絵を描き、一派の祖となった。
宝暦末頃から西川祐信や鳥居清満風の紅摺絵の役者絵を描き、試行錯誤を重ねていった。明和2年（1765年）の摺物に花藍の号をもって参加、錦絵創製の有力絵師として活躍し始め、安永、天明の頃には画風が出来上がり、無款による美人画のほか、浮絵や草双紙の挿絵も多数描いた。
一枚絵よりはむしろ版本における活躍が目立ち、手がけた絵本は60点を超え、黄表紙挿絵は100点以上あるといわれる。なかでも安永5年（1776年）に勝川春章と合作した絵本『青楼美人合姿鏡』は、実在の花魁をもとに吉原風俗を描いた代表作として良く知られている。他には同じく春章と合作した錦絵「かゐこやしない草」、洋風画の影響の見られる「写真花鳥図会」などが著名である。また、歌川豊春とも合作するなど、安永・天明期の浮世絵黄金時代における一方の雄であった。天明期以降は専ら絵本や挿絵本の仕事を主とし、肉筆浮世絵も描いた。後年名が売れたあとも、次第に浮世絵の流派が定まっていく中で、若輩が担当することが多くなっていった版本挿絵の仕事を継続的にこなしているのは、重政の本好きを表しているといえる。肉筆では天明期の「摘み草図」（東京国立博物館所蔵）、天明5年（1785年）作画「美人戯猫図」（浮世絵太田記念美術館所蔵）などが挙げられるが、作品数は非常に少ない。
享年82。墓所は台東区西浅草の善竜寺。法名は了巍居士。
重政は次の天明期に美人画において活躍する鳥居清長に影響を与え、若き頃の喜多川歌麿を弟子のようにその面倒を見ている。また教養のある重政のもとには北尾政演、北尾政美、窪俊満、式上亭柳郊のような文学的教養のある門人が集まった。大田南畝は『浮世絵類考』で「近年の名人なり。重政没してより浮世絵の風鄙しくなりたり」と高く評価している。喜多川歌麿や葛飾北斎などにも影響を与えている。

## 作品

### 版本挿絵
- 『絵本吾妻花』　絵本　※明和5年
- 『絵本三家栄種』　絵本　※明和8年
- 『青楼美人合姿鏡』　絵本　※安永5年、春章と合作
- 『時花兮鶸茶曾我』　黄表紙　※芝全交作、安永9年
- 『絵本吾妻抉』　絵本　※天明6年
- 『花鳥写真図彙』初編　※文化2年

### 紅摺絵
- 『小姓吉三郎 坂東彦三郎 八百屋お七 瀬川菊之丞』 宝暦11年（1761年） ボストン美術館所蔵
- 『小のゝ小町 嵐ひな次』 細判 明和2年（1765年） 平木浮世絵財団所蔵
- 『しづか 瀬川菊之丞』 細判 明和4年（1767年） 早稲田大学演劇博物館所蔵
- 『瀬川菊之丞 小山田太郎』 細判 明和4年 シカゴ美術館所蔵

### 錦絵
- 「屏風前の二美人」　大判　ベルリン国立東洋美術館（英語版）所蔵　※無款
- 「浮世六玉川　第五　陸奥　能因」　細判6枚揃のうち　城西大学水田美術館所蔵
- 「芸者と箱屋」　大判　ホノルル美術館所蔵　※安永6年頃
- 「東西南北之美人」　大判揃物　※無款、安永6年頃
- 「品川君姿八景」　大判揃物　※無款、安永6年頃

### 肉筆画
| 作品名         | 技法     | 形状・員数 | 寸法（縦x横cm） | 所有者               | 年代                            | 落款                                  | 印章 | 備考 |
| -------------- | -------- | ---------- | --------------- | -------------------- | ------------------------------- | ------------------------------------- | ---- | --- |
| 摘み草図       | 絹本着色 | 1幅        | 79.0x133.0      | 東京国立博物館       |                                 |                                       |      | |
| 渡し場図       |          | 1幅        | 117.6x38.8      | 東京国立博物館       |                                 |                                       |      | |
| 遊女図         |          | 1幅        |                 | 東京国立博物館       |                                 |                                       |      | |
| ほたる狩図     | 絹本著色 | 1幅        | 98.1x27.0       | ニューオータニ美術館 | 天明後期から寛政初期            | 「北尾重政画」                        | 花押 | |
| 美人戯猫図     | 絹本著色 |            |                 | 浮世絵太田記念美術館 | 1785年（天明5年）               | 「乙巳林鐘 東都叡嶽後園北尾紅翠齋書」 | 花押 | |
| 見立普賢菩薩図 | 絹本著色 |            |                 | 浮世絵太田記念美術館 |                                 |                                       |      | 真巌賛 |
| 月見る美人     | 紙本著色 | 1幅        | 93.7x23.6       | 光ミュージアム       | 1781-1801年（天明から寛政年間） | 花藍画                                | 花押 | 美人のスラリとした姿態は重政画と距離があり、作者には検討の余地がある。 |
| 久米仙人図     | 絹本著色 | 1幅        | 94.5x29.2       | ハンブルク工芸美術館 | 1781-1789年（天明年間）         | 「北尾紅翠齋画」                      | 花押 | 狩野永徳高信との合作で、重政が美人を、高信が久米仙人をそれぞれ描く。絵の主役である美人を卑賤の身分である浮世絵師が描き、絵師の中で最も身分の高い奥絵師筆頭格である高信が美人の魅力に負けて空から落ちる仙人を描くという、当時の常識では考えられない価値観の転倒が絵の中で起こっている。 |

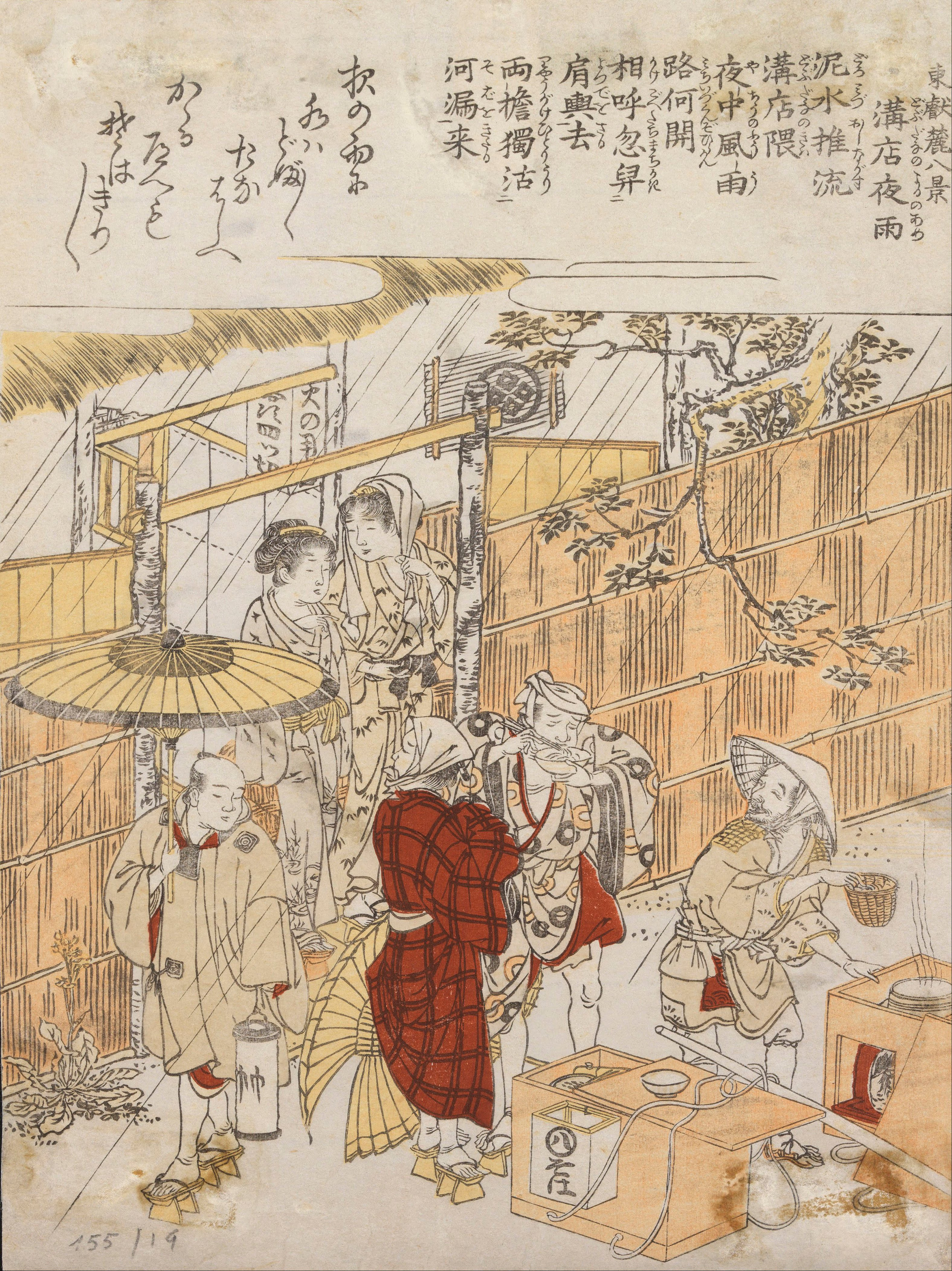
「東叡麓八景　溝店夜雨」　木版、ビルバオ美術館蔵。
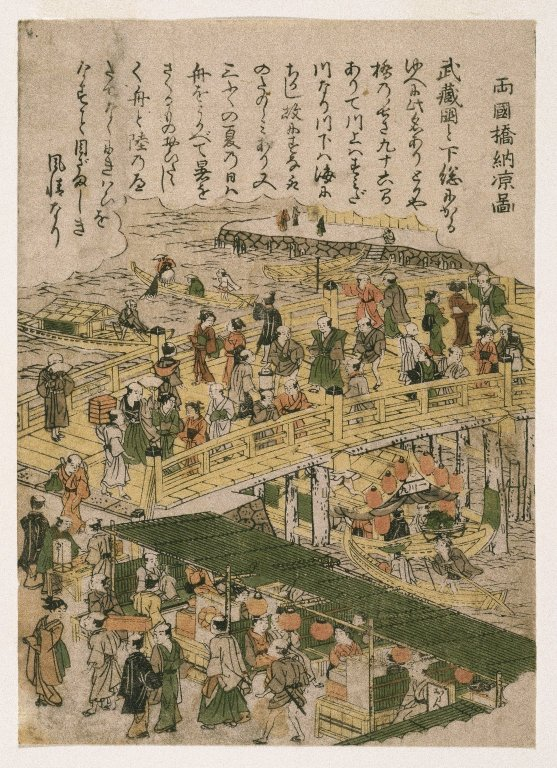
「両国橋納涼図」　1770年頃。木版
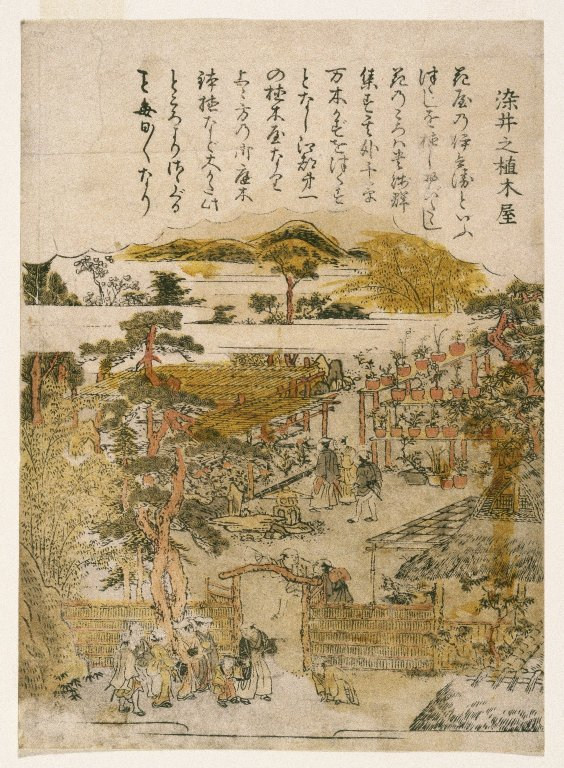
「染井之植木屋」　1770年頃。木版
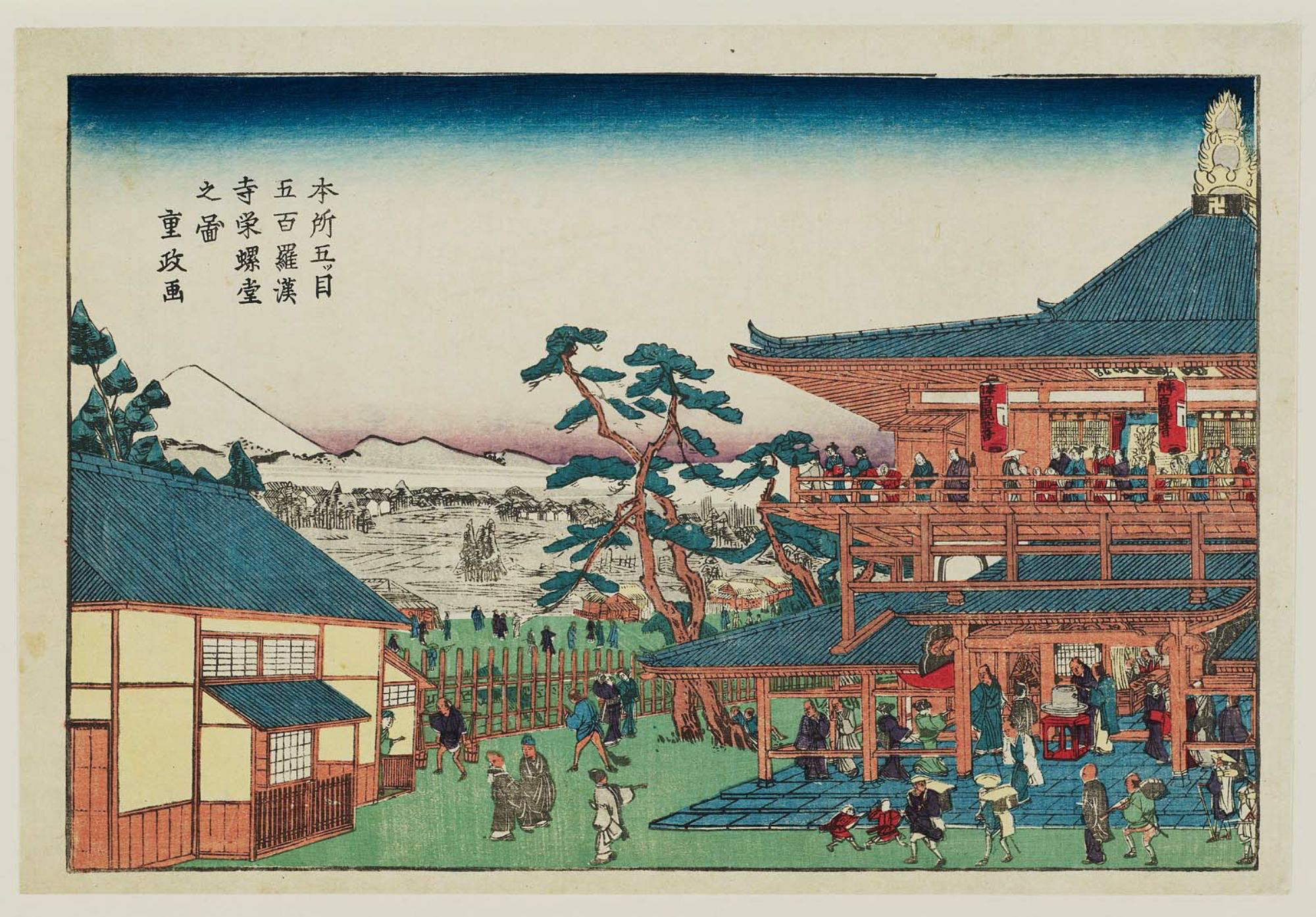
「本所五ツ目五百羅漢寺栄螺堂之図」　多色摺り木版。ボストン美術館蔵
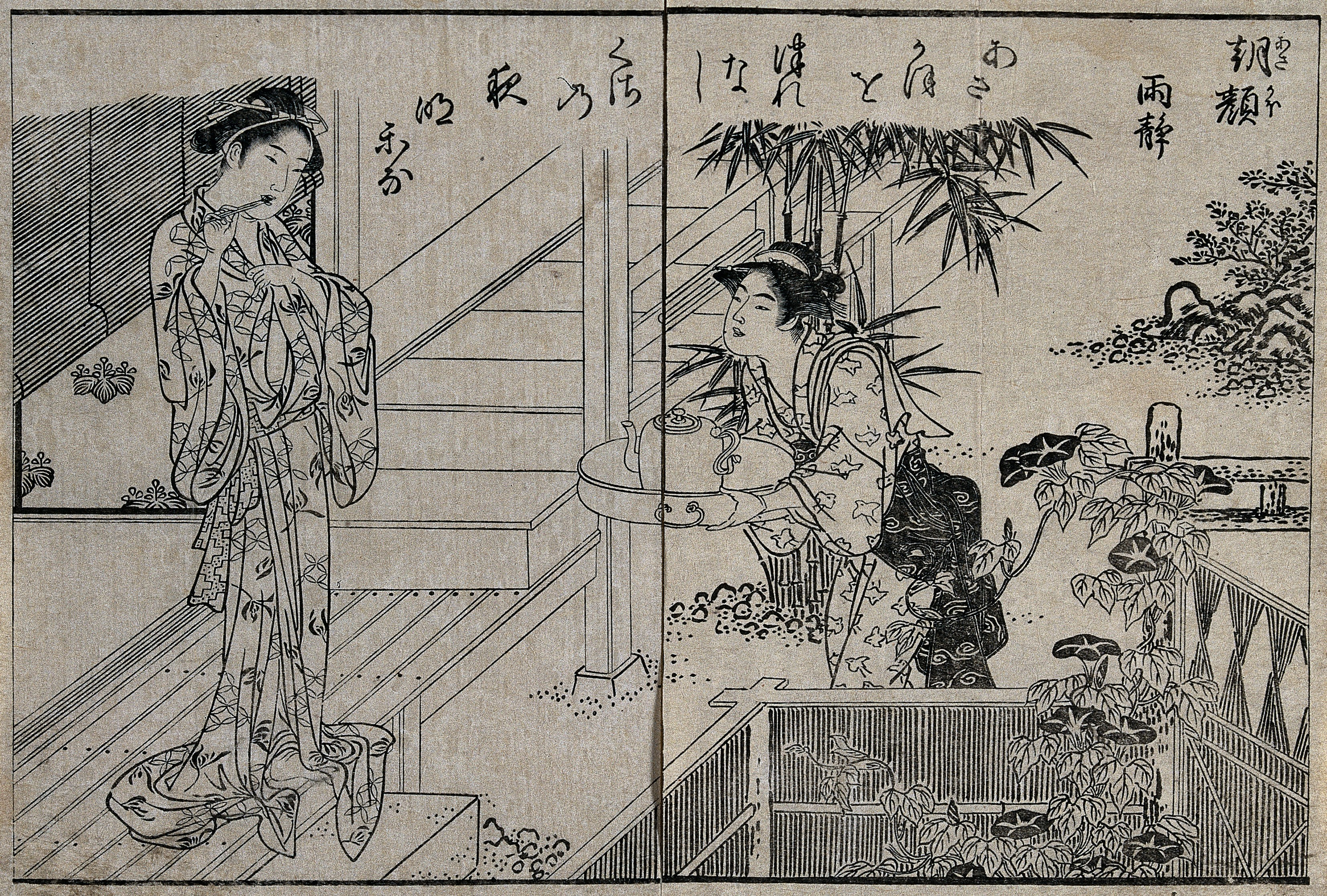
「朝顔雨静」　1778年。木版
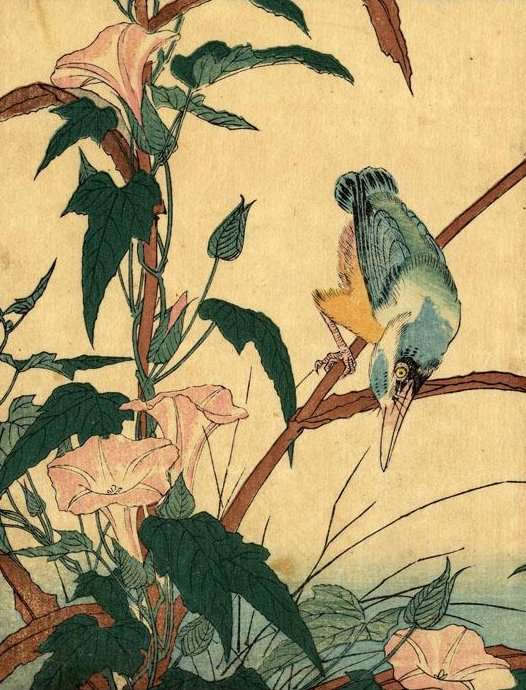
ヒルガオとカワセミ（部分）。1795年

## 登場作品
テレビドラマ
- 『べらぼう〜蔦重栄華乃夢噺〜』（2025年、NHK大河ドラマ、演：橋本淳）